# Ali Nadhim
Ali Nadhim Salman Salman (in arabo علي ناظم سلمان سلمان‎?; Baghdad, 15 dicembre 1981) è un lottatore iracheno. Ha rappresentato l'Iraq ai Giochi olimpici estivi di Londra 2012.

## Palmarès
| Anno | Manifestazione      | Sede     | Evento | Risultato | Note |
| ---- | ------------------- | -------- | ------ | --------- | ---- |
| 2003 | Mondiali            | Créteil  | 96 kg  | 20º       |      |
| 2005 | Campionati asiatici | Wuhan    | 96 kg  | 5º        |      |
| 2006 | Giochi asiatici     | Doha     | 96 kg  | 5º        |      |
| 2009 | Campionati asiatici | Pattaya  | 120 kg | Bronzo    |      |
| 2009 | Mondiali            | Herning  | 120 kg | 21º       |      |
| 2010 | Campionati arabi    | Doha     | 120 kg | Oro       |      |
| 2010 | Giochi asiatici     | Canton   | 120 kg | Bronzo    |      |
| 2011 | Campionati asiatici | Tashkent | 120 kg | Bronzo    |      |
| 2011 | Mondiali            | Istanbul | 120 kg | 33º       |      |
| 2011 | Giochi panarabi     | Doha     | 120 kg | 7º        |      |
| 2012 | Giochi olimpici     | Londra   | 120 kg | 15º       |      |